# Ахмедов, Азамат Гаджимурадович
Азамат Гаджимурадович Ахмедов (кум. Гьажимурадны уланы Азамат, род. 10 октября 1990 или 10 ноября 1990) — российский борец греко-римского стиля, призёр чемпионатов России по греко-римской борьбе, победитель и призёр международных турниров, Мастер спорта России международного класса. Выступает за Ямало-Ненецкий автономный округ и Свердловскую область.

## Биография
Азамат Ахмедов родился 10 октября 1990 года в селе Кандаураул, Хасавюртовского района Республики Дагестан. Заниматься борьбой начал в раннем возрасте. Учился в Муниципальном бюджетном образовательном учреждении дополнительного образования детей детско-юношеская спортивная школа «Виктория». Первым тренером стал Алексей Фомин.
В 2013 году Ахмедов стал победителем VIII открытого Всероссийского турнира, посвященного памяти Заслуженного тренера России Юрия Александровича Крикухи. В 2014 году победил на XX открытом Всероссийском турнире по греко-римской борьбе[уточнить]. В том же году принял участие в Международном турнире в немецком городе Дортмунд и занял второе место в XXII Всероссийских соревнованиях, посвященных памяти Заслуженного тренера России А. Д. Афанасьева.
С ноября 2015 года проходил военную службу в рядах Вооруженных сил Российской Федерации. В том же году занял третье место на национальном чемпионате. Через год взял серебро на этапе Кубка мира в составе сборной.
На международном турнире Гран-При памяти Ивана Поддубного, проходившем в Краснодаре в январе 2018 года, борец выиграл бронзовую медаль в весовой категории 67 килограммов
Борец выступает за Ямало-Ненецкий автономный округ и Свердловскую область. Тренируется под руководством Алексея Фомина и Гейдара Мамедалиева. Является мастером спорта международного класса по греко-римской борьбе.

## Спортивные результаты
- Чемпионат России по греко-римской борьбе 2014 года — ;
- Чемпионат России по греко-римской борьбе 2015 года — ;
- Кубок мира по борьбе 2016 (команда) — ;
- Чемпионат России по греко-римской борьбе 2017 года — ;
- Чемпионат России по греко-римской борьбе 2018 года — ;
- Чемпионат России по греко-римской борьбе 2020 года — ;
- Чемпионат России по греко-римской борьбе 2021 года — ;
- Кубок России по греко-римской борьбе 2022 года — ;
- Чемпионат России по греко-римской борьбе 2024 года — 2